# Инвергордон
Инверго́рдон (англ. Invergordon) — город-порт в округе Хайленд на севере Шотландии. Известен производством виски. В период с 15 по 17 сентября 1931 года в порту произошёл так называемый Инвергордонский мятеж моряков Атлантического флота Великобритании. По данным на 2016 год в городе проживало 4020 человек.

## История
Город хорошо известен восстанием в Инвергордоне в 1931 году. В последнее время он также стал известен благодаря ремонту нефтяных вышек, которые выстроились в заливе Кромарти-Ферт, на котором расположен город. 